# Saint-Amant-de-Boixe
Saint-Amant-de-Boixe je naselje in občina v zahodnem francoskem departmaju Charente regije Poitou-Charentes. Leta 2007 je naselje imelo 1.385 prebivalcev.

## Geografija
Kraj se nahaja v pokrajini Angoumois 18 km severno od središča departmaja Angoulêma.

## Uprava
Saint-Amant-de-Boixe je sedež istoimenskega kantona, v katerega so poleg njegove vključene še občine Ambérac, Anais, Aussac-Vadalle, La Chapelle, Coulonges, Maine-de-Boixe, Marsac, Montignac-Charente, Nanclars, Tourriers, Vars, Vervant, Villejoubert, Vouharte in Xambes s 7.821 prebivalci.
Kanton Saint-Amant-de-Boixe je sestavni del okrožja Angoulême.

## Zanimivosti
- benediktinska opatija Saint-Amant-de-Boixe iz 12. do 15. stoletja, francoski zgodovinski spomenik od leta 1840;